# Anne Lauber
Anne Lauber   (Zúric, 28 de juliol de 1943) és una compositora, conductora i educadora musical suïssa-quebequesa.
Membre de la Lliga Canadenca de Compositors i associada del "Canadian Music Center", s'ha encarregat d'escriure obres de l'Orquestra Simfònica del Quebec, l' Orquestra Simfònica de Toronto, els Concursos de Música del Canadà, el Consell del Canadà i el "Ministère des Affaires culturelles. du Quebec" entre molts altres grups. El 1985 va ser guardonat amb el primer premi per la seva Arabesque a Barcelona, Concurs internacional de guitarra a Marl, Alemanya. Es va convertir en una ciutadana canadenca naturalitzada el 1972. El 2007 l'Escola de música Eastman la va presentar al "Festival Women in Music" de l'escola. El seu fill Tristan Lauber és un pianista de concerts amb èxit.

## Educació i treball com a professora
Nascuda a Zuric, Suïssa, Lauber va estudiar el violí i el piano en privat abans d'entrar al Conservatori de Lausana el 1964 amb una beca de l'"Association des musiciens suïsses". Va estudiar allà fins al 1967 on va ser alumna d'Andras Kovach i de Zoltán Kodály. Al mateix temps, va estudiar composició musical en privat amb Jean Perrin i Darius Milhaud.
El 1967, Lauber va anar al Canadà per estudiar la composició musical en privat amb André Prévost. Finalment entra al programa de postgrau de composició musical a la Universitat de Montréal (UM) on continua els estudis amb Prévost i Serge Garant. Va obtenir un Màster en Música el 1982 i un Doctor en Música el 1986, tots dos en composició. El 1980, va estudiar direcció, privadament amb Jacques Clément.
Lauber és membre del professorat de la Universitat de Québec à Montréal, de la "Université du Québec à Trois-Rivières", de la Universitat Concòrdia i de la Universitat de Montreal. Va exercir com a vicepresidenta de la regió del Quebec del Centre canadenc de música el 1987, i després va ser presidenta des de 1988 a 1992.